# Friedrich Adolf Sauer
Pour les articles homonymes, voir Sauer.
Friedrich Adolf (ou Adolph) Sauer (né le 1er janvier 1765 à Barge, mort le 14 février 1839 à Arnsberg) est un ecclésiastique allemand, pédagogue et réformateur de l'école.

## Biographie
À 25 ans, après des études à Bonn, Sauer devient prêtre à Rüthen dans le duché de Westphalie. Depuis des années, Maximilien François d'Autriche et Franz Wilhelm von Spiegel, son ministre influencé par les Lumières, ont entrepris une réforme de l'instruction dans l'électorat de Cologne. Le travail de Sauer est de suppléer à la formation des enseignants. Alors qu'il existe à Cologne une telle école, elle ne s'étend pas à tout le duché. Les électeurs confient à Sauer la tâche de mettre en place une formation appropriée pour un collège des enseignants. Il va voir les écoles déjà existantes en Allemagne, y compris les "écoles techniques" à Wurtzbourg, afin d'adapter son projet.
Il fonde son école à Rüthen en 1795 alors qu'il n'a ni ressources ni programme précis, d'abord en destination des enseignants du duché de Westphalie. Suivant l'exemple de Wurtzbourg, les filles apprennent à lire et à écrire, en plus de la couture. Les garçons apprennent les compétences des "industries locales" (par exemple, la fabrication de produits du bois) et dans le jardin de l'école, l'horticulture, les vergers et l'apiculture.
Le concept d'enseignement n'est donc pas seulement se concentrer sur l'éducation, mais c'est aussi une tentative de genre de développement économique dans une région économiquement arriérée et majoritairement pauvre. De nombreuses écoles développant ce concept sont construites dans le duché. En tout, il y a 1 802 255 élèves dans 38 écoles pour garçons et 18 pour filles. La vente des produits fabriqués dans les écoles de 1797 à 1810 rapportent environ 100 000 rixdales.
Lors de la dissolution du duché de Westphalie en 1803, Sauer déménage son école à Arnsberg  dans les bâtiments qui appartenaient aux Jésuites. Il dirige aussi un gymanasium de la ville et, après le changement de souveraineté en 1816, le conseil consacré à l'enseignement et le consistoire de la Prusse.